# David Le Lay
David Le Lay (Saint-Brieuc, 30 december 1979) is een Frans voormalig wielrenner. Tussen 2005 en 2013 was hij als beroepsrenner in dienst bij diverse Franse ploegen waarvoor hij ook drie keer de Ronde van Frankrijk reed.

## Belangrijkste overwinningen
2001
- 1e etappe Tour du Loir-Et-Cher

2005
- Circuit de la Nive

2006
- Boucles de la Soule
- Circuit du Morbihan
- 1e etappe Ronde van Bretagne
- 3e etappe Boucles de la Mayenne

2007
- Circuit de la Nive

2008
- Ronde van de Finistère
- Klimmerstrofee
- Manche-Atlantique
- Route Bretonne

2009
- 2e etappe + eindklassement Ronde van de Sarthe
- Eindklassement Driedaagse van de Vaucluse

## Resultaten in voornaamste wedstrijden
| Jaar | Ronde van Italië | Ronde van Frankrijk | Ronde van Spanje |
| ---- | ---------------- | ------------------- | ---------------- |
| 2008 |                  | 79e                 |                  |
| 2009 |                  | opgave              |                  |
| 2010 |                  | opgave              |                  |
| 2011 |                  |                     | 51e              |
| 2012 |                  |                     |                  |

| Jaar | Luik-Bast.‑Luik | Ronde van Lombardije | Waalse Pijl |
| ---- | --------------- | -------------------- | ----------- |
| 2008 |                 |                      |             |
| 2009 | 21e             |                      | 12e         |
| 2010 |                 | opgave               |             |
| 2011 | opgave          |                      | 117e        |
| 2012 | 72e             |                      | 133e        |